# こかいゆうじ
小海 雄司（こかい ゆうじ、1963年11月5日 - 2021年8月17日）は、日本のアニメーター。別名義にこかい ゆうじ。元ムッシュ・オニオン・プロダクション所属。

## 主な参加作品

### テレビアニメ
1989年
- おぼっちゃまくん（制作進行）
- つるピカハゲ丸くん（制作進行）

1992年
- スペースオズの冒険（原画）

1993年
- ジャングルの王者ターちゃん（原画）

1995年
- 神秘の世界エルハザード（原画）

1996年
- スレイヤーズNEXT（原画）
- バケツでごはん（原画）

1997年
- こちら葛飾区亀有公園前派出所（原画）

1998年
- 突撃!パッパラ隊（原画）
- はれときどきぶた（原画）

1999年
- 頭文字D Second Stage（原画）
- 今、そこにいる僕（原画）
- THE ビッグオー（原画）
- 魔法使いTai!（原画）

2000年
- 無限のリヴァイアス（原画）

2001年
- コスモウォーリアー零（原画）
- サイボーグ009 THE CYBORG SOLDIER（原画）

2002年
- 遊☆戯☆王デュエルモンスターズ（メカデザイン）

2003年
- F-ZERO ファルコン伝説（動検）

2004年
- マーメイドメロディー ぴちぴちピッチ ピュア（原画）
- 遊☆戯☆王デュエルモンスターズGX（ゲストメカデザイン、原画）

2005年
- アイシールド21（作監補、原画、動画チェック）
- クレヨンしんちゃん（原画）
- SHUFFLE!（原画）

2006年
- オーバン・スターレーサーズ（原画）
- 爆球HIT!クラッシュビーダマン（作画監督）
- ラブゲッCHU 〜ミラクル声優白書〜（原画）

2007年
- かみちゃまかりん（作画監督）
- キスダム -ENGAGE planet-（原画）
- DEATH NOTE（原画）

2008年
- 獣神演武 -HERO TALES-（原画）
- のらみみ（作画監督）
- 遊☆戯☆王5D's（メカデザイン、作画監督、メカ作画監督、原画、動画チェック、第2期OP・EDメカ作画監督、第5期ED原画）

2011年
- 獣旋バトル モンスーノ（原画）
- ジュエルペット サンシャイン（作画監督）
- ベン・トー（原画）
- 遊☆戯☆王ZEXAL（プロップデザイン、原画、動画チェック）

2012年
- 遊☆戯☆王ZEXAL II（原画、第二原画、動画チェック、第3期ED原画）

2013年
- うたの☆プリンスさまっ♪ マジLOVE2000%（原画）
- DEVIL SURVIVOR 2 the ANIMATION（作画監督、原画）
- ダンボール戦機WARS（作画監督、原画）
- ログ・ホライズン（原画）

2014年
- フューチャーカード バディファイト（作画監督、原画）
- 遊☆戯☆王ARC-V（プロップデザイン、作画監督）

2015年
- フューチャーカード バディファイト100（作画監督）

2016年
- フューチャーカード バディファイトDDD（作画監督）
- ステラのまほう（作画監督、原画）

2018年
- ラーメン大好き小泉さん（作画監督）

### OVA
1991年
- いしいひさいちの大政界（制作進行）

1999年
- 銀河英雄伝説（原画）

2008年
- 遊☆戯☆王5D's 進化する決闘! スターダストVSレッド・デーモンズ（メカデザイン）

### 劇場版アニメ
1993年
- 銀河英雄伝説 新たなる戦いの序曲（原画）

2006年
- 真救世主伝説 北斗の拳 ラオウ伝 殉愛の章（原画）

2010年
- 10thアニバーサリー 劇場版 遊☆戯☆王 〜超融合!時空を越えた絆〜（D・ホイールデザイン）

2016年
- 遊☆戯☆王 THE DARK SIDE OF DIMENSIONS（メカ・プロップデザイン）

## 註
1. ↑  こかいゆうじのTwitter 2012年11月30日 23:39の発言
2. ↑  ニュースで振り返るアニメ界2021 エヴァンゲリオン“完結”に沸いた１年 WEBアニメスタイル 2022年2月10日閲覧